# Place Romain Gary

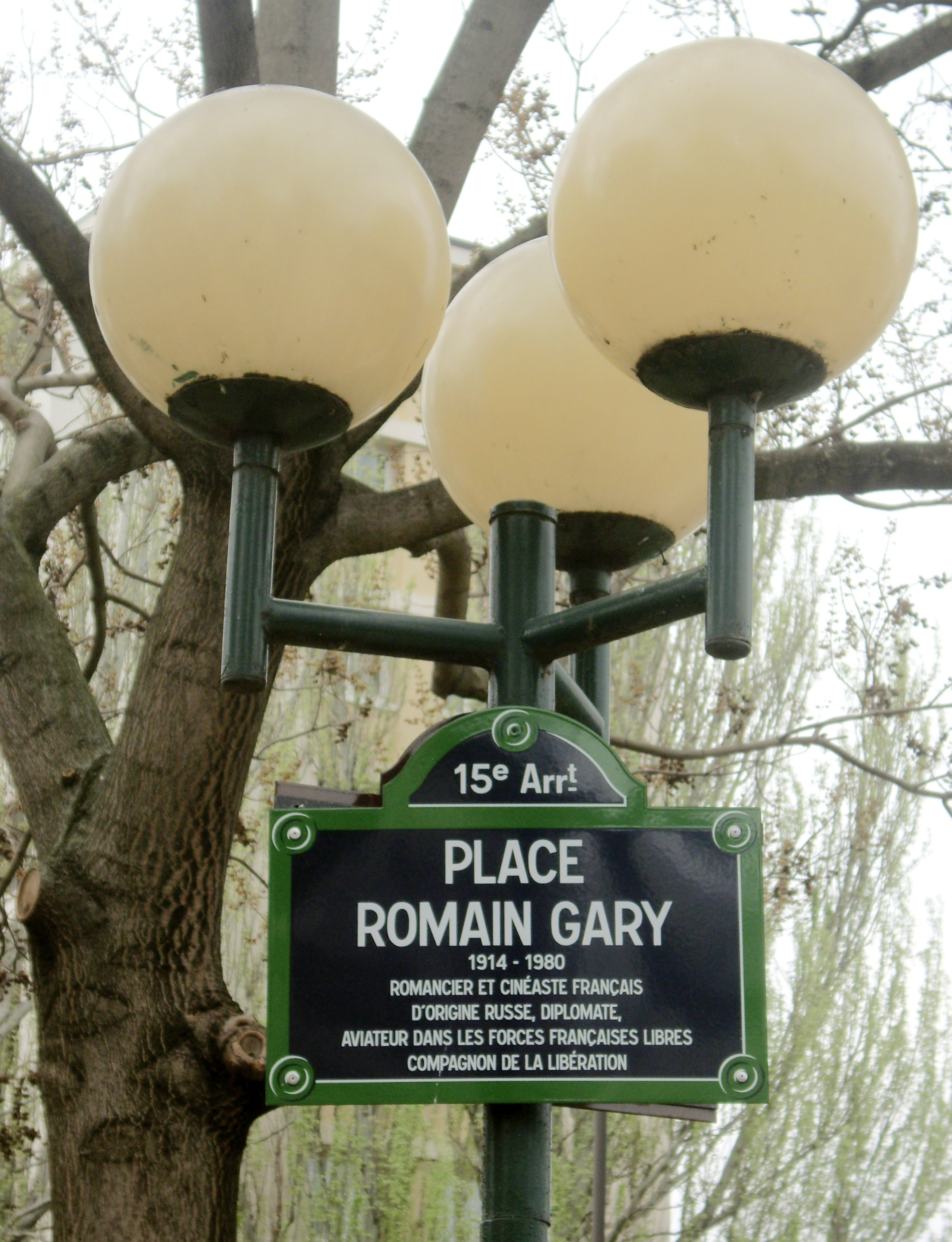

De Place Romain Gary is een pleintje in het 15e arrondissement van de stad Parijs. Het bevindt zich bij de kruising van de straten Rue des Périchaux en Rue de Dantzig in de wijk Saint-Lambert. Het pleintje is vernoemd naar de schrijver Romain Gary.